# クラブメッド
クラブメッド（仏: Club Méditerranée、英: Club Med）は、1950年にジェラール・ブリッツによって創業された、フランスのパリに本社を置く国際的なバカンス会社。2012年に中国の復星国際に買収された。
旅行代金にホテル施設内の食事やドリンク、プールやリラクゼーション施設の利用料金、マリンスポーツなどのアクティビティー料金がほぼ含まれている「オールインクルーシブ」というホテルプランを始めた企業である。
初期のクラブメッドは、地中海沿岸を中心に多く建設されたため、Club Méditerranéeという社名がつけられ、日本語では従来、地中海クラブと呼ばれていた。2006年4月1日から、企業イメージと商品ブランド名の統一を図ることを目的として、株式会社クラブメッドに社名を変更した。

## 概要
1950年、ジェラール・ブリッツは、スペイン領のマヨルカ島アルカディアに非営利団体として地中海クラブを設立。
2017年時点では、世界25ヶ国以上、約70ヶ所、日本国内では北海道と沖縄県の2か所のリゾートを運営している。クラブメッドは、友人の別荘に遊びに行った時のようにゆっくり気楽に滞在し、日常の疲れを取り除いていく、いわゆるフランス風のバカンスを提案しているリゾート運営会社である。
旅行代金にフライトや宿泊、ホテル施設内の食事や飲み物、体験型のアクティビティー料金が全て含まれている「オールインクルーシブ」というホテルプランを始めた企業としても知られている。バカンス村の宿泊客をGM（日：ジェントルメンバー、仏：Gentils Members、英：Guest Members）、スタッフをGO（日：ジェントルオーガナイザー、仏：Gentle Organizer、英：Guest Officers）およびGE（日：ジェントルエンプロイー、仏：Gentle Organizer、英：Guest Employees）と呼ぶ。

## 歴史

### 創業
クラブメッドは、1950年にベルギー人で水球チャンピオンであった、ジェラール・ブリッツが「戦後の暗い時代を生きるひとびとの幸福」を願って創業した。
地中海に浮かぶスペイン領のマヨルカ島アルカディアというビーチで夏季テント村として非営利団体クラブ メディティラネを設立したことが始まりである。
初期は、テントを利用した簡易的なものであったが、太陽と海、そして安らぎと温かなコミュニケーションを求める人々で賑わっていた。そこへ、資金を出せる人、ボランティアでスポーツを教える人、食事の世話をする人らが集まり、それぞれの得意分野を活かした独自のホスピタリティを確立。スポーツやパーティーなどを通じて知らないもの同士が自然にかけがえのない仲間になっていく貴重な体験と経験を提供する場となり、現在のクラブメッドへと引き継がれている。

## 沿革
- 1949年 - ジェラール・ブリッツが、非営利組織「クラブ・メディテラネ」の設立許可申請をする。
- 1950年 - 地中海のマヨルカ島アルカディアで開業。
- 1955年 - タヒチにバンガローを設立。
- 1956年 - スイスのレザンにウインターリゾート施設を設立。
- 1961年 - ロスチャイルドパリ家のエドモンに買収される。
- 1965年 - アガディールにクラブメッド初の常設リゾートを設置。
- 1968年 - アメリカ合衆国へ進出。カリブ海のグアドループ島フォートロイヤルにリゾートを開設。
- 1980年 - 全世界展開を開始。
- 1987年12月4日 - クラブメッド・サホロ（現在のクラブメッド北海道サホロ）を開業、日本初進出。
- 1999年 - クラブメッド石垣島を開業。
- 2015年1月 - 中国の復星国際がクラブメッドの買収を完了。
- 2017年 - クラブメッド北海道トマムを開業。
- 2022年 - キロロリゾートで「クラブメッド・キロロ」を開業。

## 日本法人

### 本店・支店
- 本店

東京都品川区大崎5-6-2都五反田ビル西館2階
- 西日本支店

大阪府大阪市中央区心斎橋 1-4-5
- 中部支店

愛知県名古屋市中村区名駅 3-16-22
- 九州支店

福岡県福岡市中央区天神 3-4-5
- 北海道支店

北海道札幌市中央区大通西 4-6-1 札幌大通西4ビル 4F

### 沿革
- 1973年 - 地中海クラブジャパン株式会社を設立。
- 1979年6月1日 - 株式会社地中海クラブを設立。
  - 10月5日 - 地中海クラブジャパン株式会社を解散。
- 2002年1月25日 - 東京都港区北青山三丁目5-5から港区南麻布三丁目20-1に本店を移転。
- 2006年4月1日 - 株式会社地中海クラブを株式会社クラブメッドへ商号変更。
- 2020年11月6日 - 本店を品川区大崎五丁目6-2へ移転。